# Rue Amelot
Pour les articles homonymes, voir Amelot.
Ne doit pas être confondu avec Impasse Amelot.
La rue Amelot est située dans le 11e arrondissement de Paris.

## Situation et accès

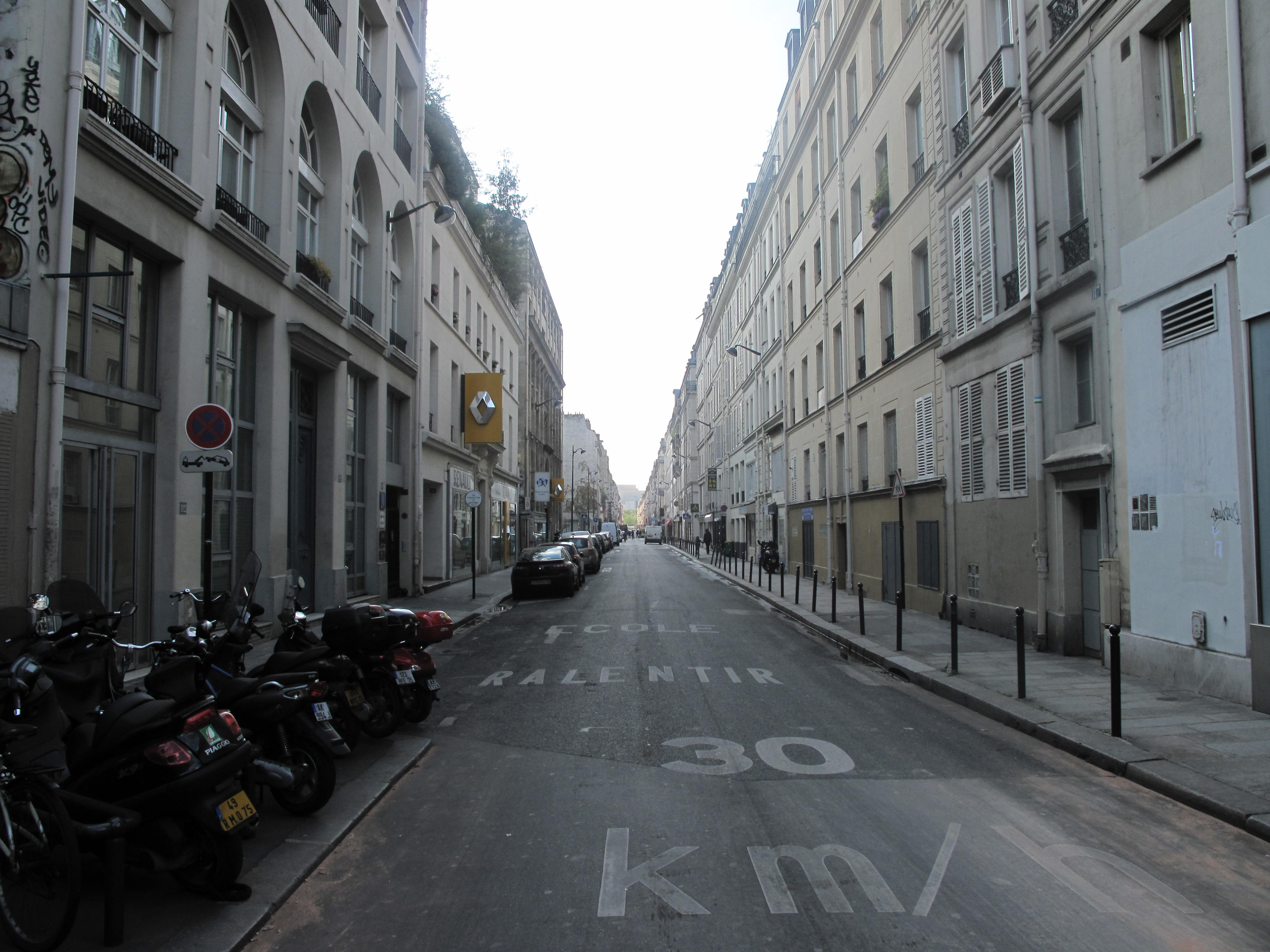
Autre vue de la rue (2010).

La rue Amelot est parallèle à la ligne formée par les boulevards Beaumarchais, des Filles-du-Calvaire et du Temple qui ont été tracés à l'emplacement du pied des remparts de Charles V. Elle est également établie sur l'ancien fossé extérieur de cette ligne de fortifications. Pour cette raison, elle est sensiblement en contrebas des boulevards. Les rues transversales sont donc en descente vers la rue Amelot ou encore, quand la différence de niveau est trop importante, en cul-de-sac avec un escalier descendant réservé aux piétons. On observe également une différence de niveau à son raccordement au boulevard Voltaire.
La rue réserve aussi quelques curiosités, comme ce passage très étroit entre deux immeubles matérialisant l'entrée du numéro 151 bis ou l'architecture de certains bâtiments ou maisons de ville.

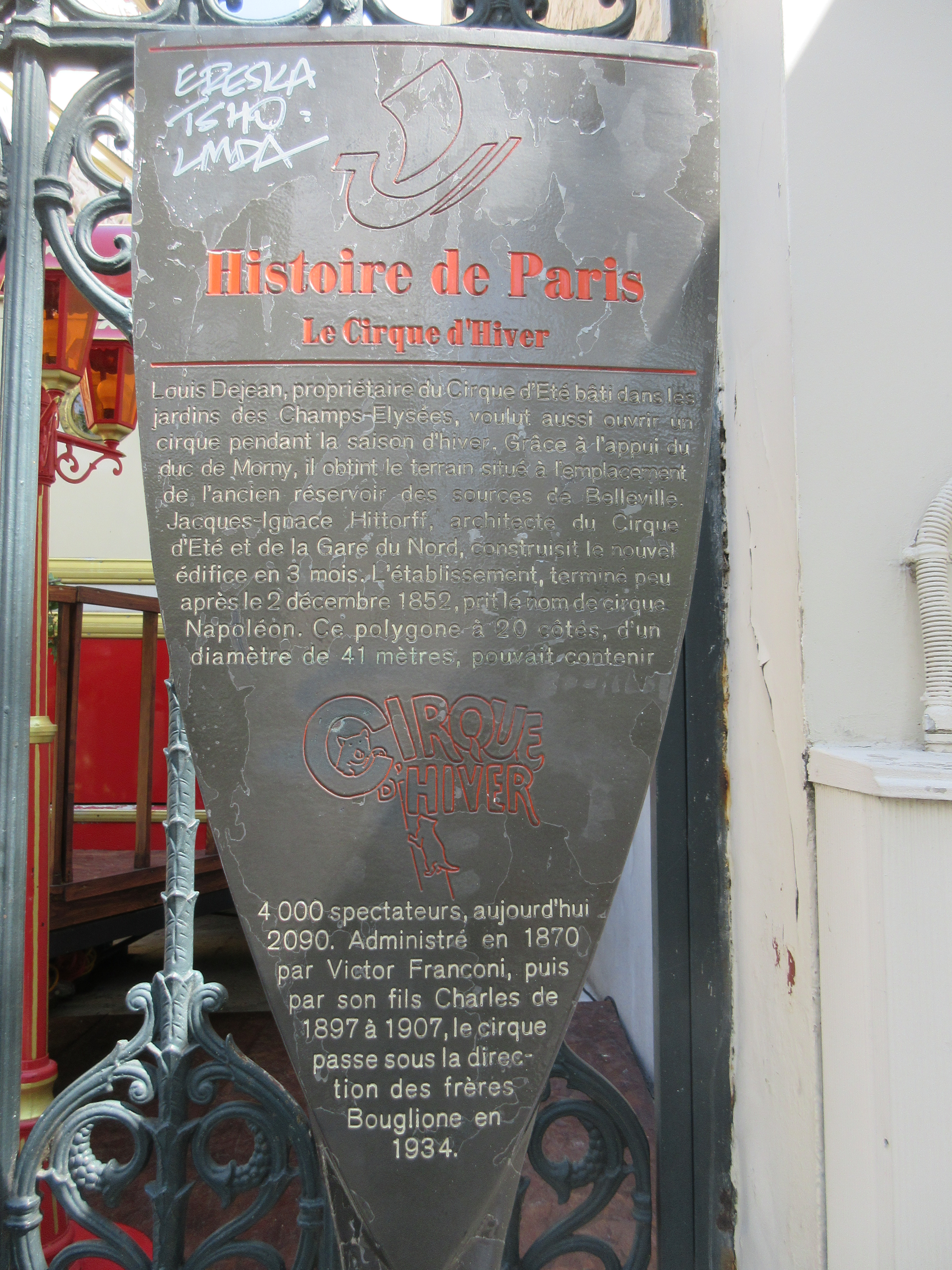
Panneau Histoire de Paris « Le Cirque d'Hiver »
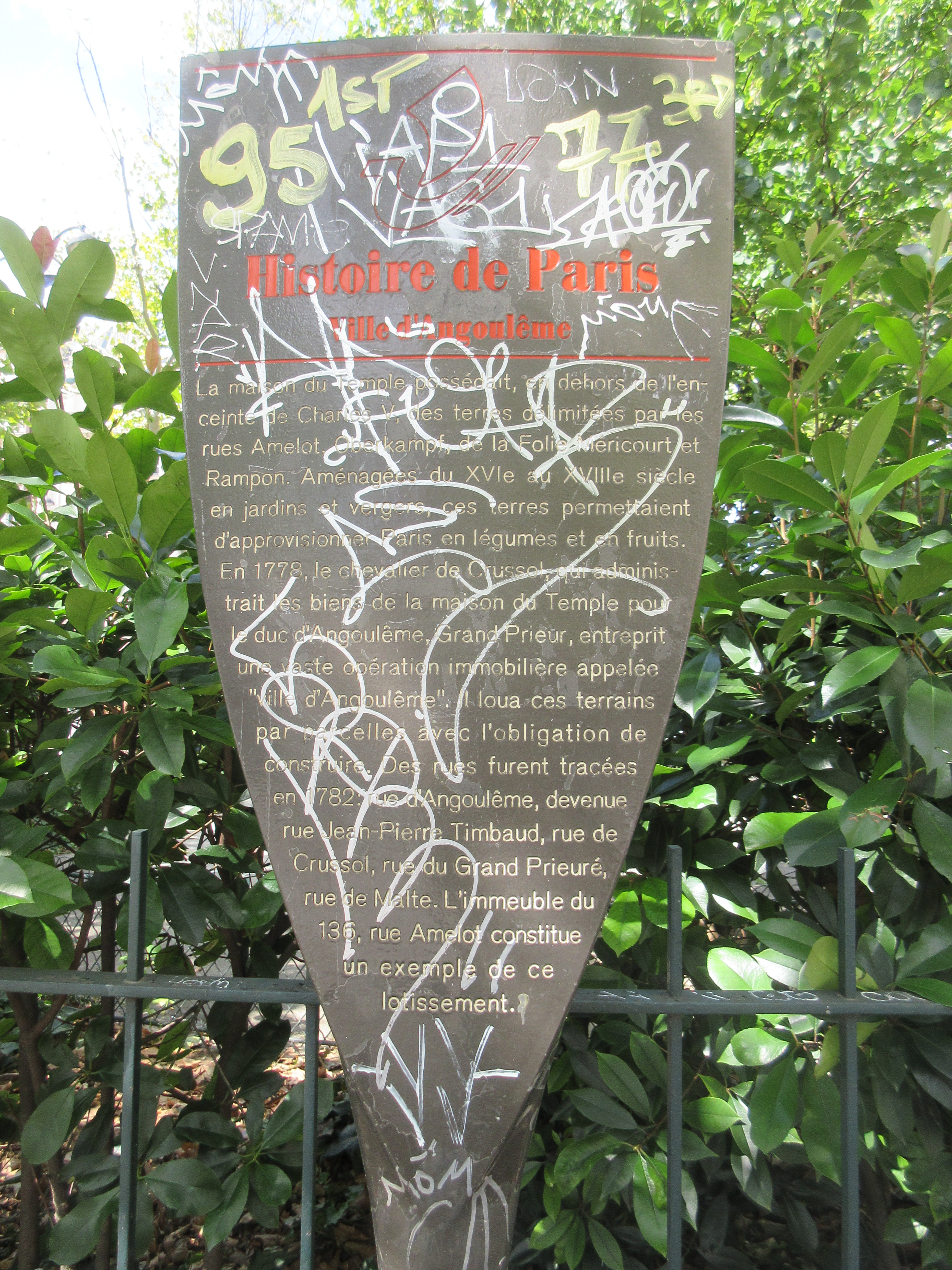
Panneau Histoire de Paris « Ville d'Angoulême »
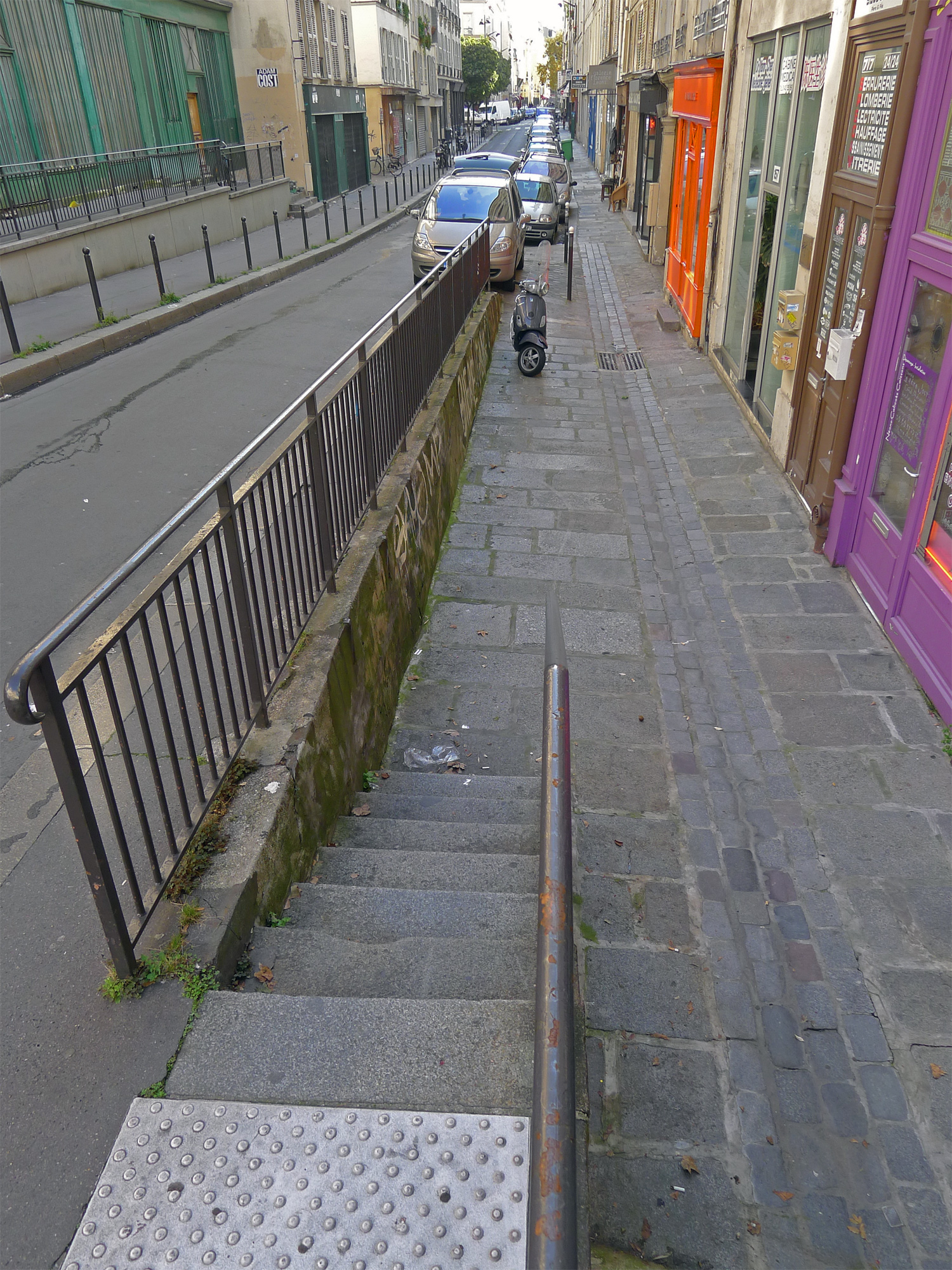
Dénivelé au niveau du boulevard Voltaire.

Rues transversales finissant en cul de sac avec escalier descendant
Du sud vers le nord : 

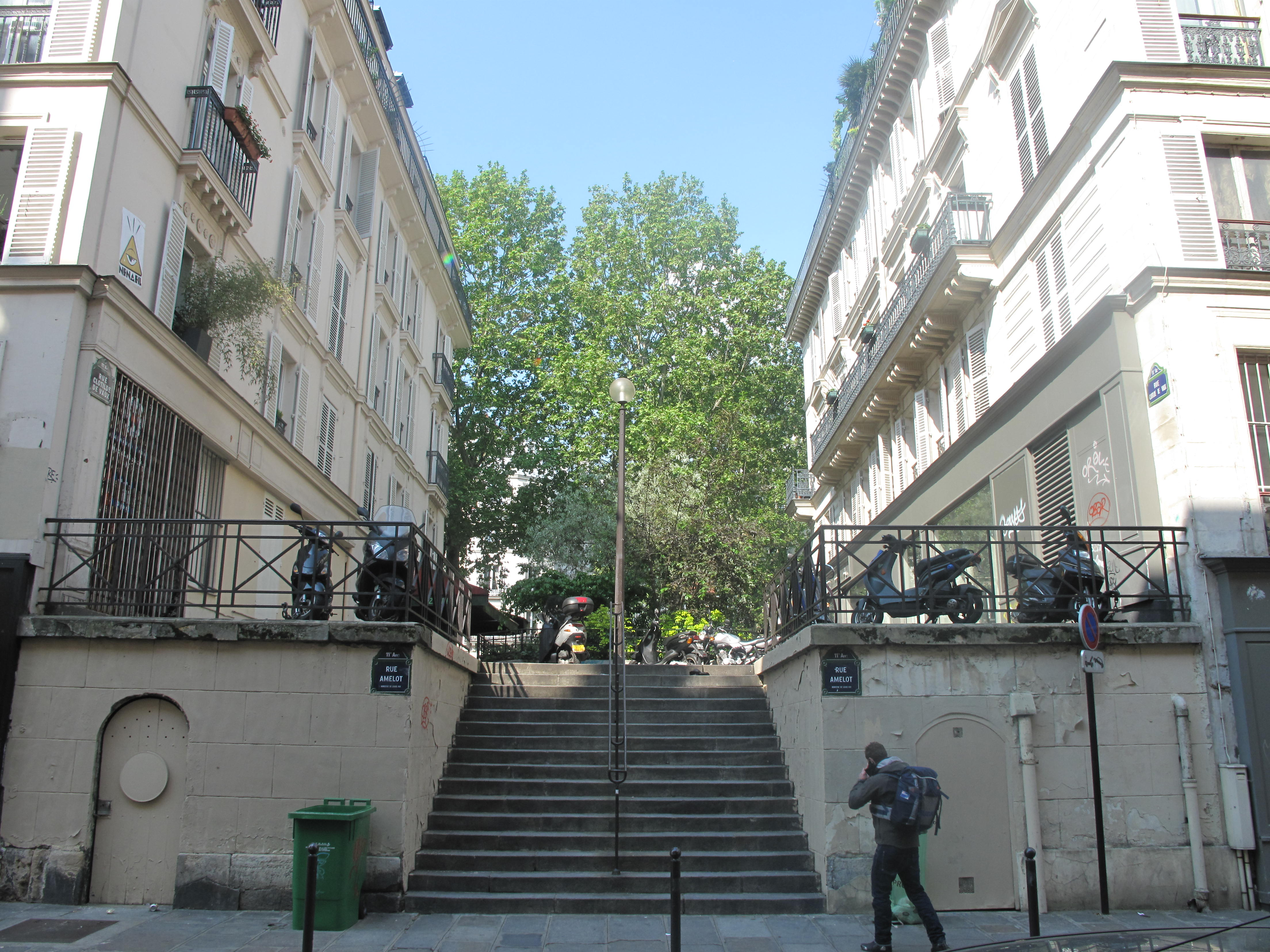
Rue Clotilde-de-Vaux.
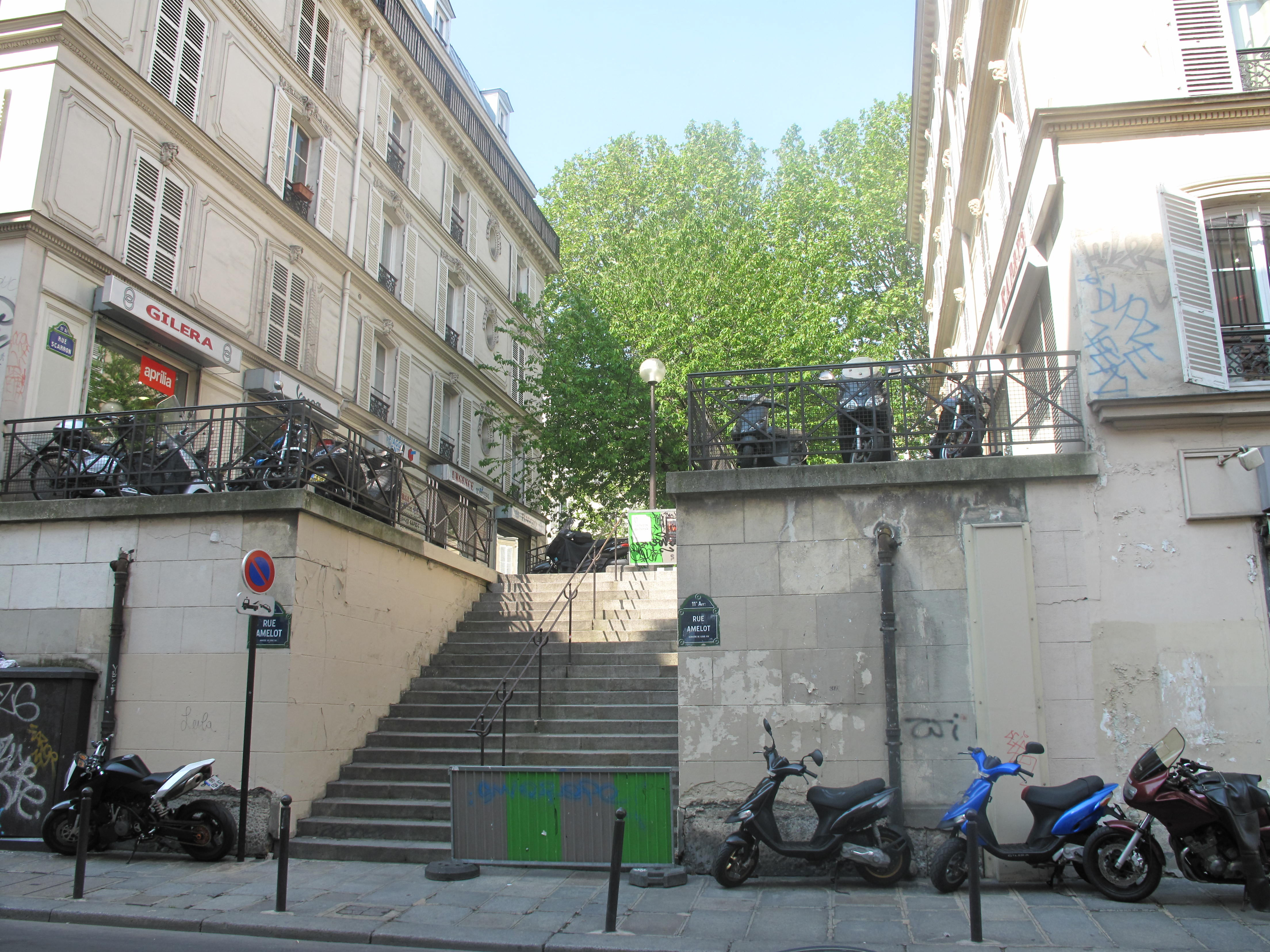
Rue Scarron.
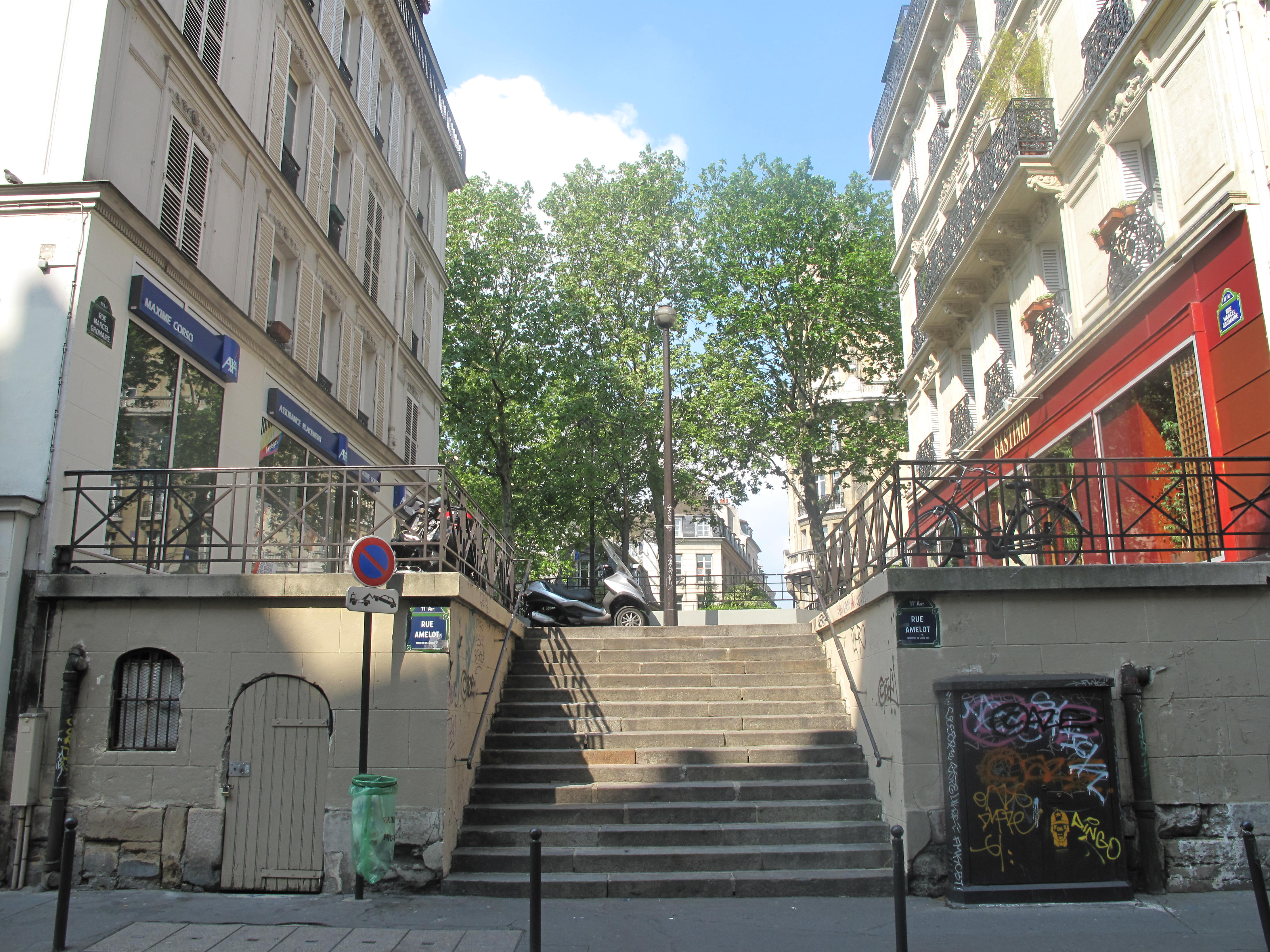
Rue Marcel-Gromaire.
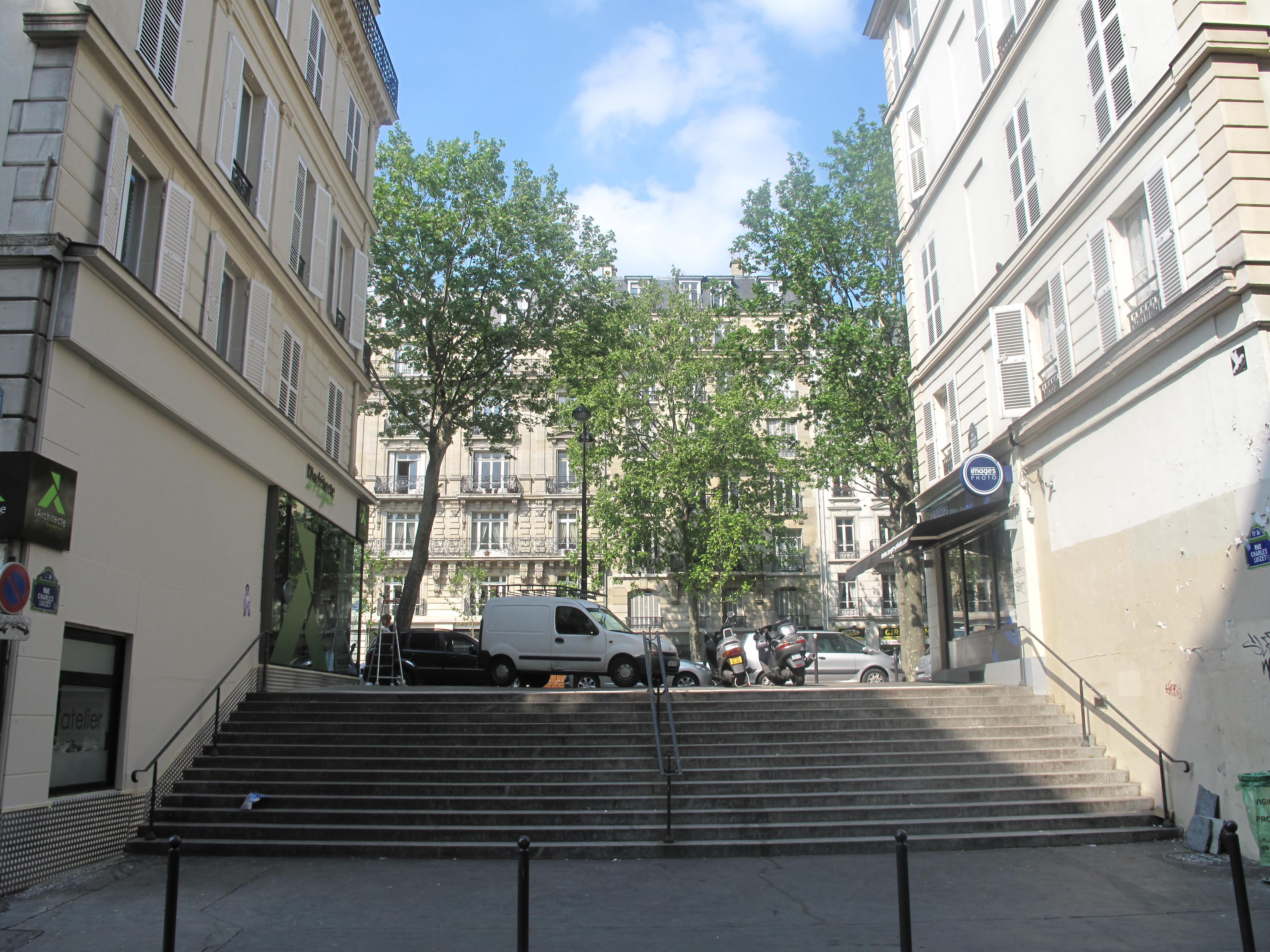
Rue Charles-Luizet.

Impasses et passages
De l'autre côté, en direction du boulevard Richard-Lenoir, figurent de nombreuses voies, notamment des passages et impasses souvent étroits.

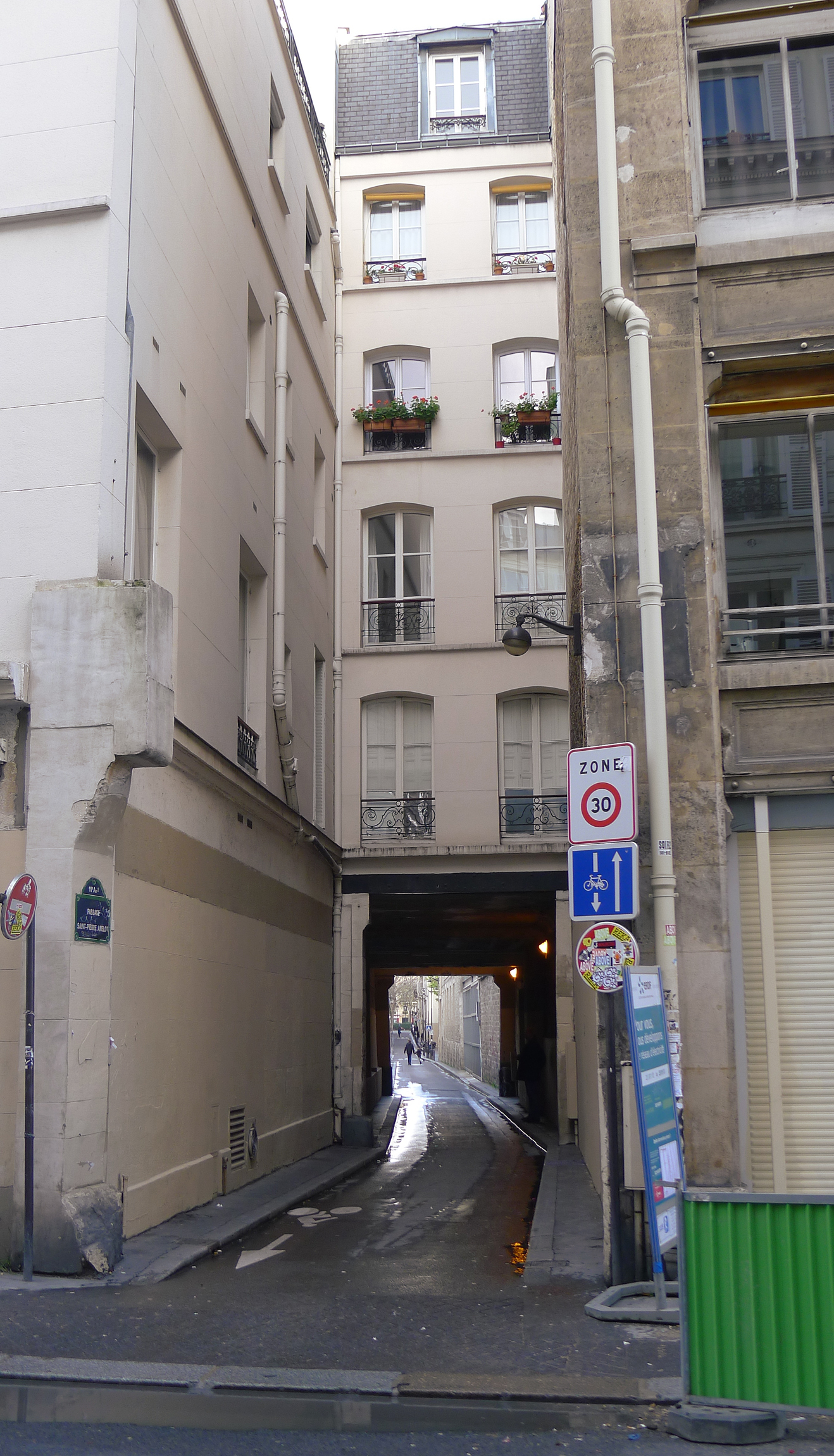
Passage Saint-Pierre-Amelot.
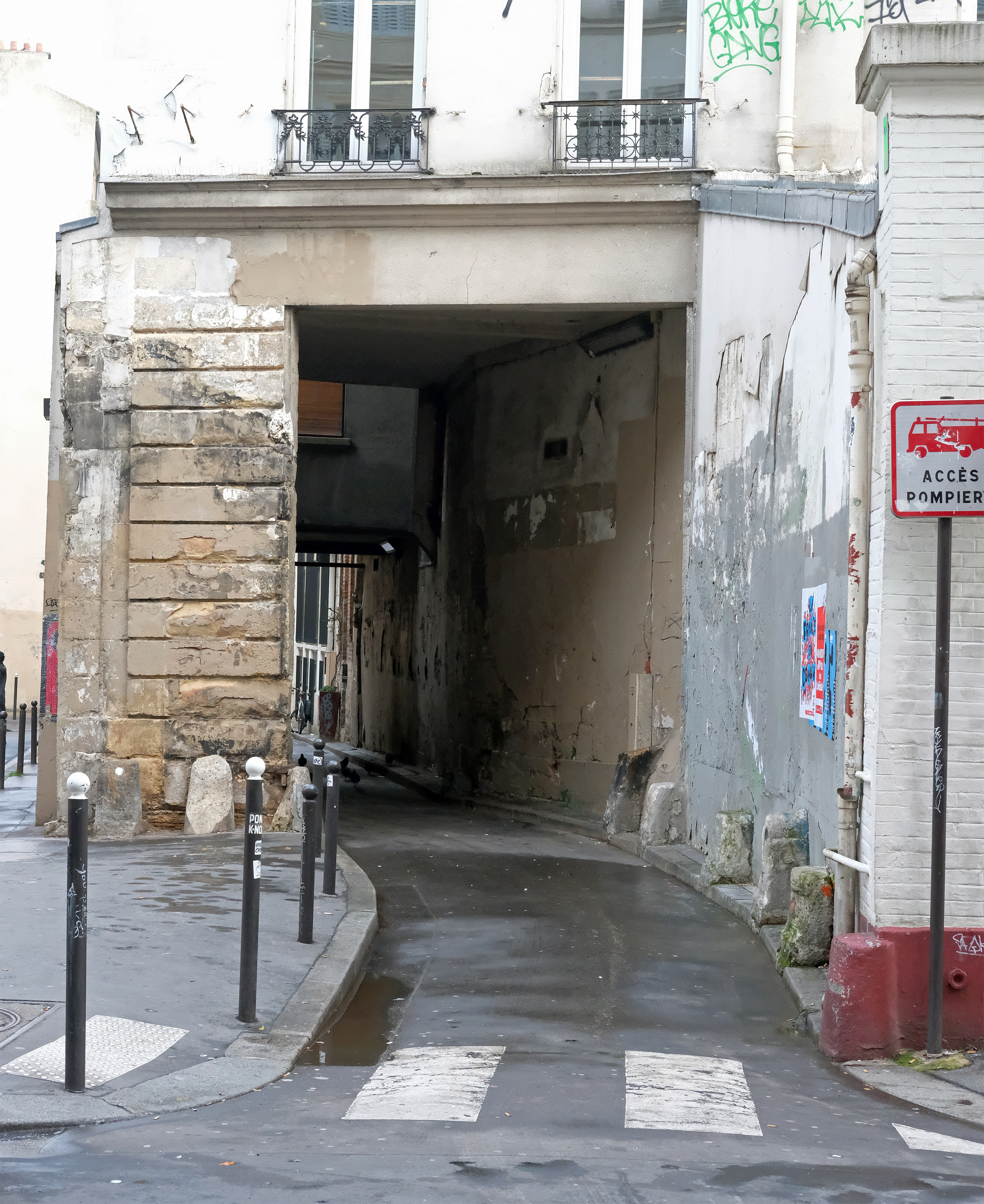
Passage Saint-Sébastien.

## Origine du nom
La rue porte le nom d'Antoine-Jean Amelot de Chaillou (1732-1795), secrétaire d'État à la Maison du Roi de Louis XVI et secrétaire d'État au Département de Paris.

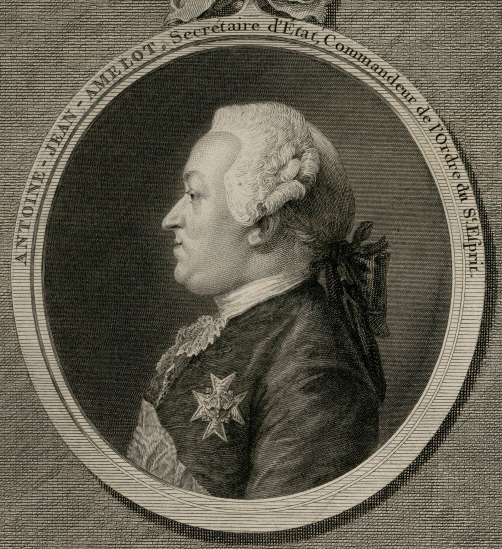
Portrait d'Antoine-Jean Amelot de Chaillou.
Armes de la famille Amelot.
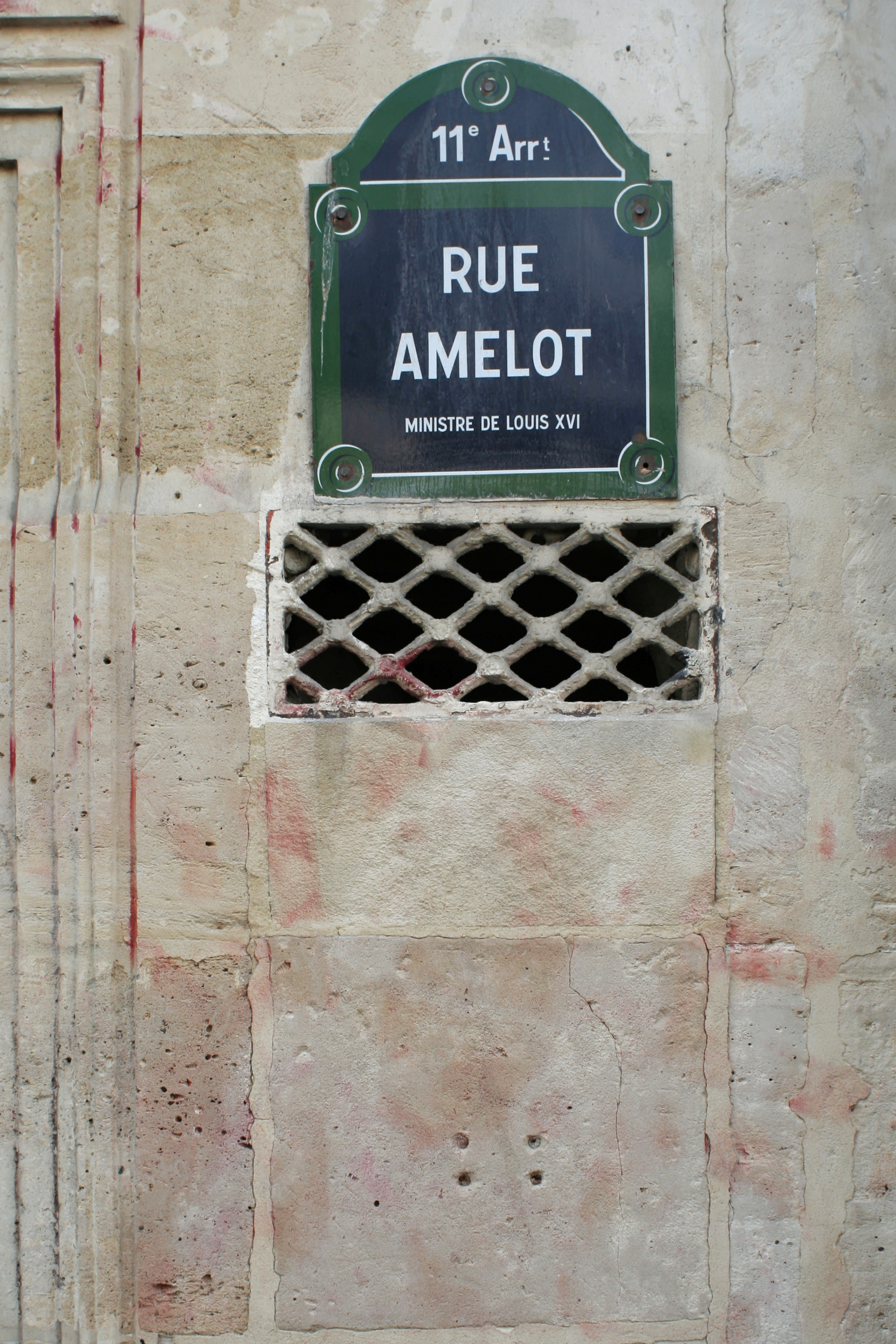
Plaque de rue de la rue Amelot.

## Historique

### Réunion de trois rues

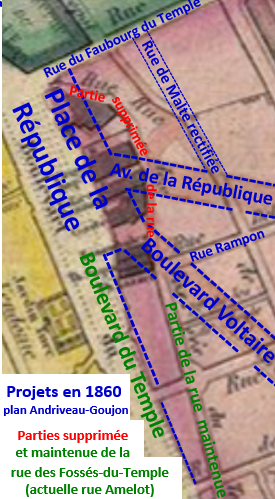
Partie supprimée de la rue après 1860

La rue Amelot a été formée, par arrêté du 2 avril 1868, par la réunion sous le nom de l'une d'entre elles, d'une longueur de 658 mètres, qui débutait aux nos 3-5 du quai de Valmy et finissait aux nos 2-4 de la rue Saint-Sébastien, des 3 rues suivantes : 
1 - Rue Saint-Pierre-Popincourt (tronçon central)
Cette rue était une partie de l'ancien « chemin de la Contrescarpe » qui longeait le fossé de l'Enceinte de Charles V sur le contour du bastion des Filles du Calvaire.
On lui donna vers 1770 ce nom, en raison d'une statue de saint Pierre, placée à l'une de ses extrémités.
La rue a été élargie en 1780, et portée à 11,69 mètres, largeur maintenue par une décision ministérielle du 25 messidor an X (14 juillet 1802), signée Chaptal, et par un arrêté du président du Conseil des ministres, chargé du pouvoir exécutif, E. Cavaignac, du 2 octobre 1848.
Jusqu'en 1868, la rue Saint-Pierre-Popincourt, d'une longueur de 201 mètres, débutait aux nos 1-3, rue Saint-Sébastien et finissait aux nos 2-4, rue de Ménilmontant.
2 - Rue des Fossés-du-Temple (partie nord)
Cette rue était ainsi dénommée parce qu'elle a été ouverte sur les fossés de la maison du Temple qui bordaient le rempart où coulait un égout. Cet égout est recouvert au début des années 1780 et l'ancien fossé comblé par application de lettres patentes du roi de mai 1777, ce qui permet la construction d'immeubles au bord de la rue (numéros impairs) dans le prolongement de ceux établis le long du boulevard du Temple, essentiellement des théâtres.
Cette partie de la rue longeait sur son autre rive (numéros pairs), le Marais du Faubourg du Temple extérieur à l'ancien rempart, qui s'étendait jusqu'à la rue de la Folie-Méricourt. Ce territoire agricole (jardins maraichers) est loti à partir de 1780 pour créer le quartier de la Nouvelle Ville d'Angoulême.
Une décision ministérielle du 25 messidor an X (14 juillet 1802), signée Chaptal, fixa la moindre largeur de cette rue à 10 mètres. Un décret du Président de la République du 25 juin 1849, signé L.-N. Bonaparte, porte sa largeur à 12 mètres.
Jusqu'en 1868, la rue des Fossés-du-Temple, d'une longueur de 631 mètres, débutait au no 1, rue de Ménilmontant et au boulevard du Temple et finissait aux nos 2-4, rue du Faubourg-du-Temple.
Le tronçon nord de la rue  entre  la rue du Faubourg-du-Temple et le boulevard Voltaire est alors supprimé, absorbé par ce boulevard, par l'avenue de la République, par le bâtiment des Magasins Réunis (actuel hôtel et centre commercial) et par la place de la République aménagés dans les années 1860 dans le cadre des grands travaux haussmanniens.
3 - Rue Amelot (partie sud)
Cette partie est ouverte en 1779 sur l'ancien bastion de la porte Saint-Antoine dont le terrain est loti avec également ouverture de la rue Daval et prolongement du boulevard qui débouchait auparavant sur l'étroite rue du Rempart jusqu'à la porte Saint-Antoine à côté de la Bastille.
Lors de l'exécution du canal Saint-Martin, la partie de la rue Amelot débouchant sur la place de la Bastille a été supprimée.

### Comblement du fossé
Au nord du bastion Saint-Martin jusqu'à la porte du Temple, le chemin de contrescarpe était longé par l'ancien fossé extérieur du rempart où coulait un égout.
Au mois de mai 1777, le roi ordonna, par lettres patentes, que les fossés de la ville en toute leur étendue, depuis le pont Saint-Antoine (près de la Bastille) jusqu'au Grand Égout (approximativement à l'emplacement de la rue du Faubourg-du-Temple), seraient remplis au moyen des gravois et des décharges publiques, jusqu'à la hauteur du chemin de la Contrescarpe, et à six pieds ou environ plus bas que le sol du rempart.
Par ces mêmes lettres patentes, il fut arrêté que les terrains des fossés seraient divisés en plusieurs rues, dont l'une aurait son ouverture dans la demi-lune à l'entrée du faubourg Saint-Antoine (le boulevard Richard-Lenoir actuel), aboutirait à la rue Saint-Sébastien et serait appelée « rue Amelot » ; elle aurait 36 pieds de largeur.
Ce fossé partiellement comblé est remplacé, de la rue Daval (actuelle rue du Docteur-Wagner) à la rue de Ménilmontant (actuelle rue Oberkampf) par une contre-allée en contrebas du boulevard (actuels boulevard Beaumarchais et des Filles-du-Calvaire).
Cette contre-allée était bordée par un mur de soutènement comportant des escaliers permettant de passer du boulevard à la contre-allée. L'espace du boulevard à la rive est (numéros impairs) de la rue Amelot était vide de constructions.

### Remplacement de la contre-allée des boulevards par une rangée d'immeubles
La contre-allée est supprimée par une ordonnance royale du 19 février 1846 qui porte la décision suivante :
- « Article 1er. Les contr'allées des boulevards de Beaumarchais et des Filles-du-Calvaire sont et demeurent supprimées depuis la rue Daval jusqu'à la rue de Ménilmontant. Les alignements de cette partie des boulevards et des portions de rues transversales existantes ou à former, et qui sont indiquées par les lettres A, B, C, D, E, F, G, H, I, sur le plan ci-annexé, sont arrêtés conformément au tracé des lignes rouges sur ledit plan. »
- « Article 2. La Ville de Paris est autorisée à aliéner, avec publicité et concurrence, les terrains provenant des contr'allées supprimées, le tout suivant le mode de division du plan et les charges, clauses et conditions exprimées dans les délibérations du Conseil municipal des 13 août 1842, 24 mars et 12 avril 1844. »

Un rang d'immeubles séparant la rue des boulevards, est construit sur ce terrain à la fin des années 1840, sur 900 mètres de la place de la Bastille à la rue Oberkampf (comprenant le terrain de l'ancien grenier à sel supprimé à la même époque entre la place de la Bastille et la rue du Pasteur-Wagner), sur une largeur de 15 mètres entre la rue Amelot et les boulevards Beaumarchais et des Filles-du-Calvaire. La rue Amelot étant établie au bord de l'ancien fossé est en contrebas des boulevards (« six pieds plus bas que le rempart » d'après les lettres patentes de 1777), les immeubles de la rue Amelot sont ainsi environ un étage en dessous de leurs mitoyens sur les boulevards d'où les escaliers des rues Charles-Luizet, Scarron, Clotilde-de-Vaux, Marcel-Gromaire et les montées des rues arrivant aux boulevards.

### Depuis 1868
Le 30 janvier 1918, durant la Première Guerre mondiale, le no 38 rue Amelot est touché lors d'un raid effectué par des avions allemands.
Dans le cadre du concept parisien « rues aux écoles », en 2023 une partie de la rue Amelot est piétonnisée et végétalisée, au niveau du collège Beaumarchais. Des arbustes sont plantés, des bancs et une fontaine à eau sont installés.

## Bâtiments remarquables et lieux de mémoire
- Angle Nos 49-50 et Nos 1-3 rue Saint-Sébastien : emplacement d'une barricade durant la semaine sanglante[4].
- No 36 : création en 1940 du Comité de la rue Amelot pour unir les efforts de secours aux Juifs émigrés, dans les locaux de la Colonie scolaire[5]. L'ébéniste Gabriel Viardot y est mort en 1904.[réf. nécessaire]
- No 44 : centrale du réseau de renseignement Alliance, dépendant du Secret Intelligence Service[6].

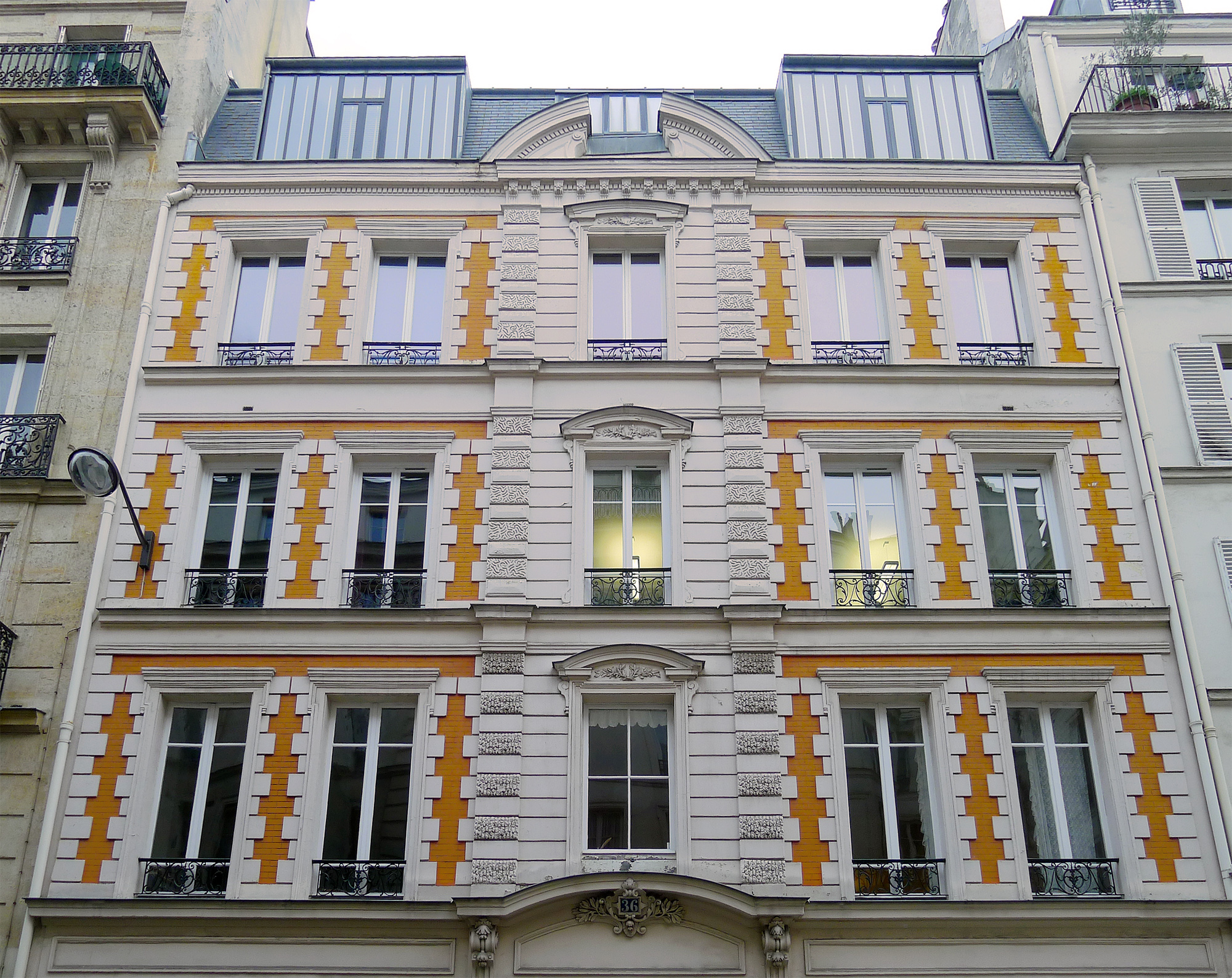
N°36 : façade.
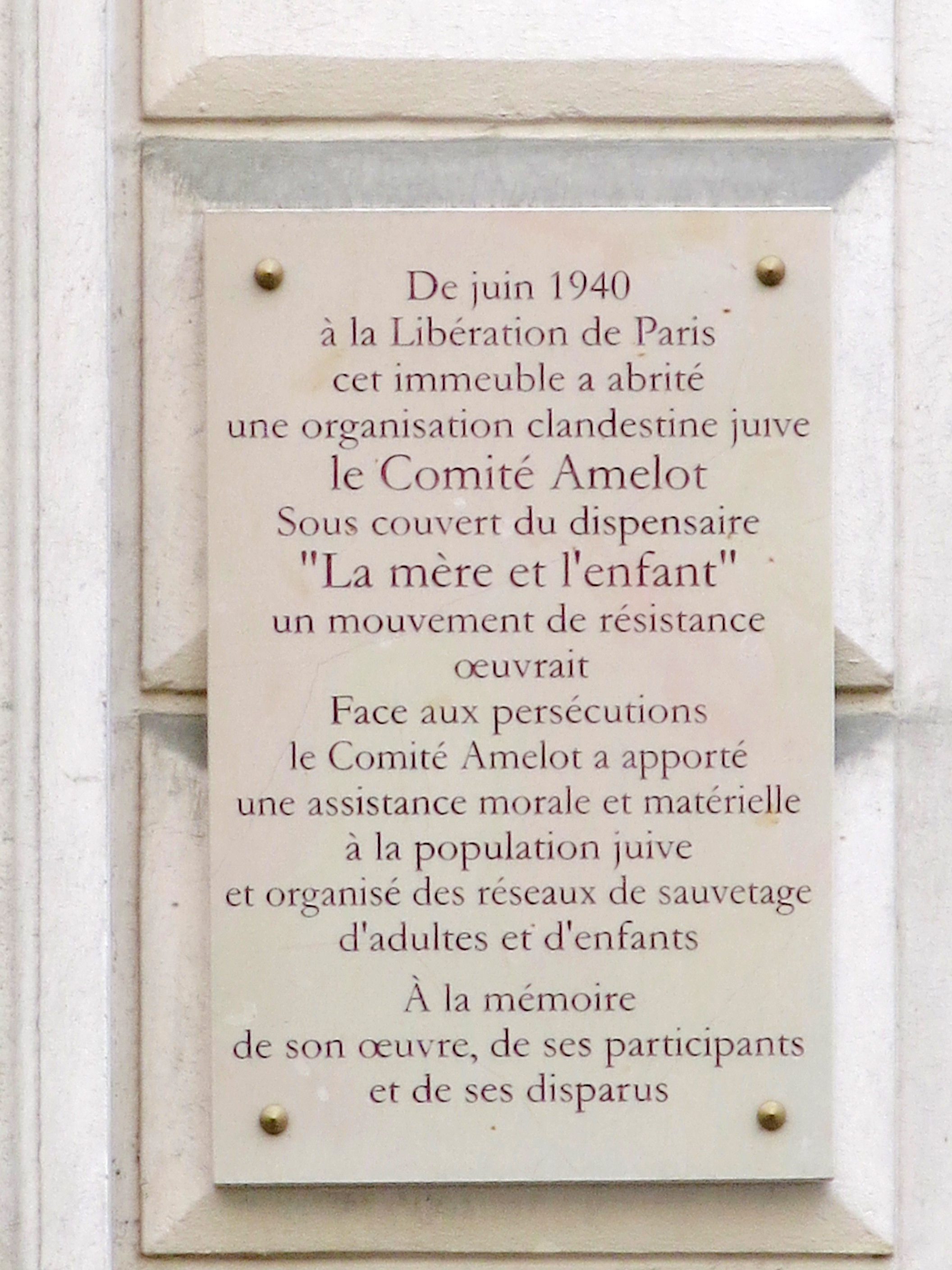
Plaque sur l'immeuble.
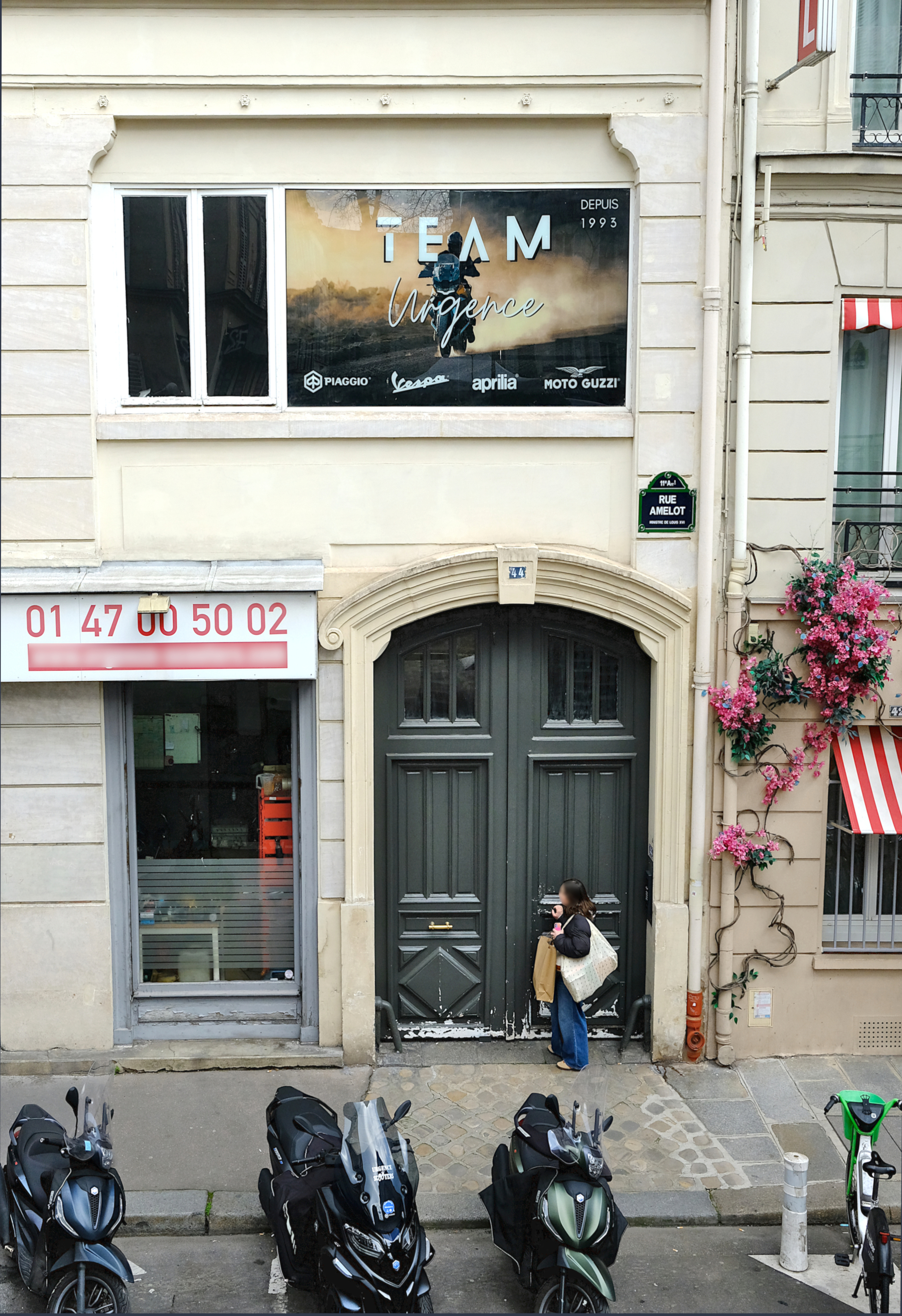
N°44.
Fresque à l'angle de la rue Scarron.

- No 61 : domicile où est mort le peintre François Flameng (1856-1923)[7].
- No 62 : emplacement de l'ancien entrepôt de Régifilm, entreprise qui louait costumes, mobiliers et accessoires pour les tournages de films et autres spectacles.
- No 64 : anciens locaux de l'imprimerie Typographie Morris père et fils, chargée de l'affichage des colonnes Morris[8].
- No 72 : cour intérieure.
- No 75 : le décor intérieur et la devanture de la charcuterie sont inscrit aux Monuments Historiques depuis 1984[9].
- No 82 (à l'époque 2, rue Saint-Pierre-Popincourt) : Eugène-François Vidocq y mourut le 15 mai 1857.[réf. nécessaire]
- No 84 : maison avec portail et cour.

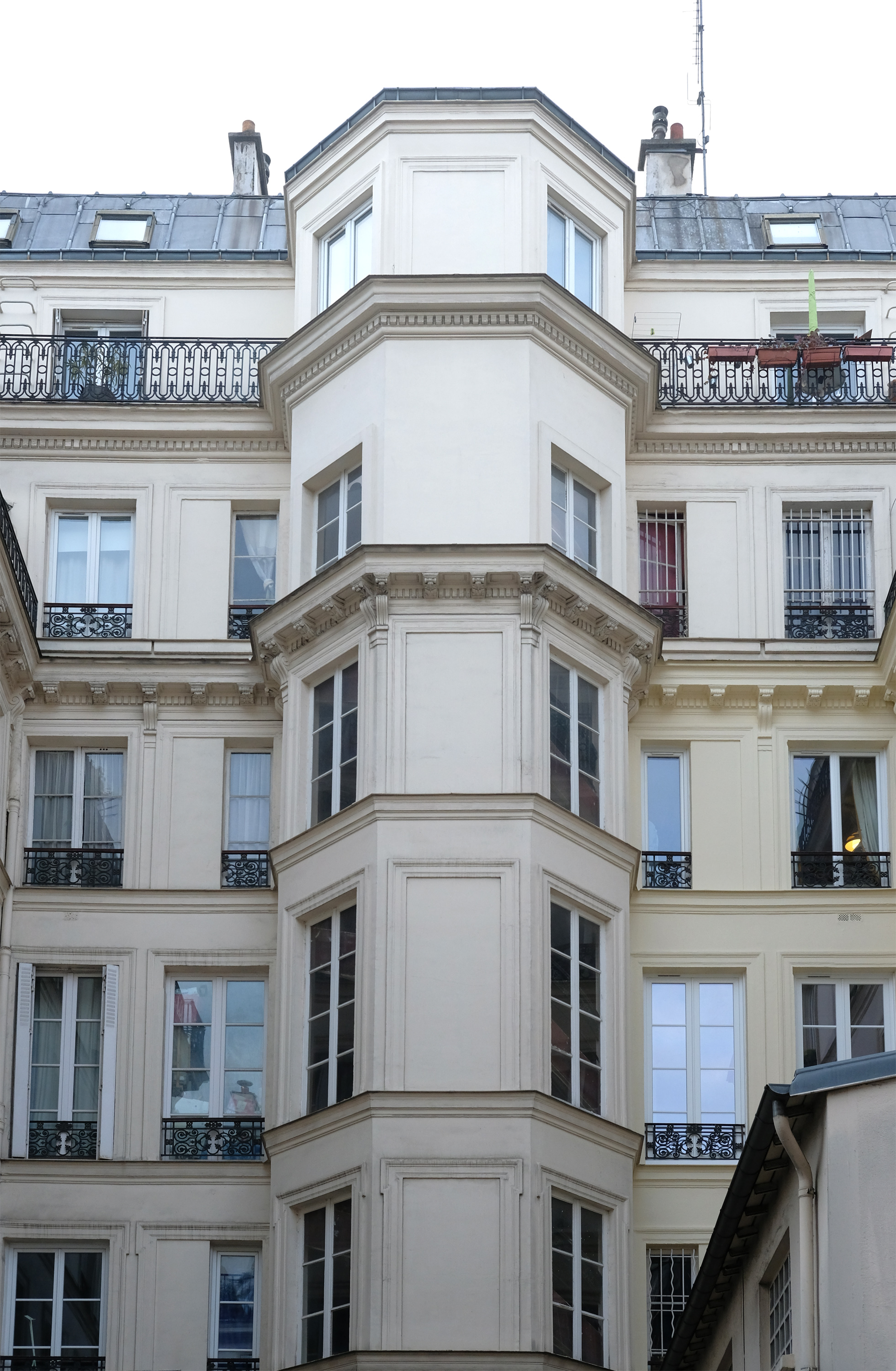
No 55.
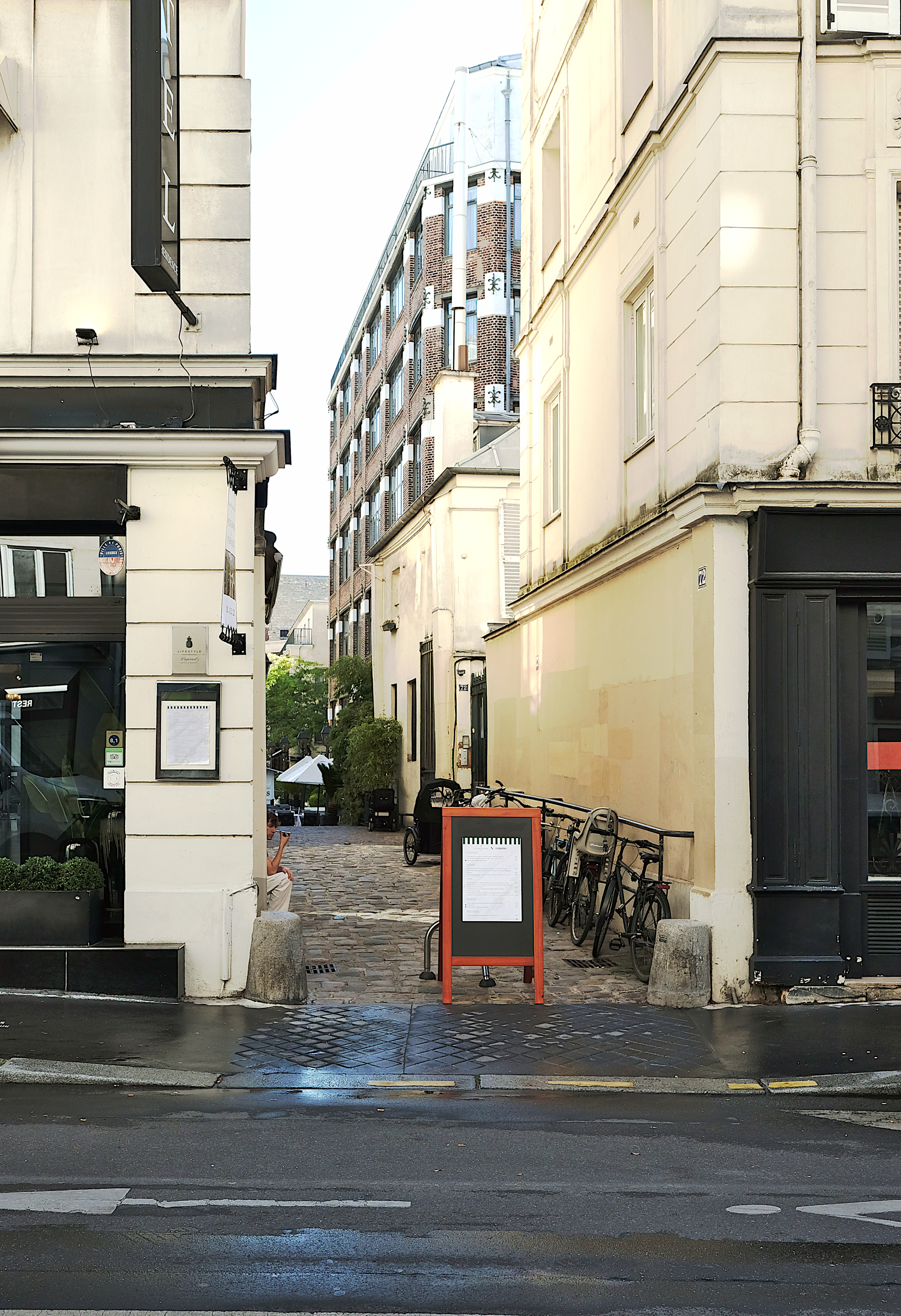
N° 72.
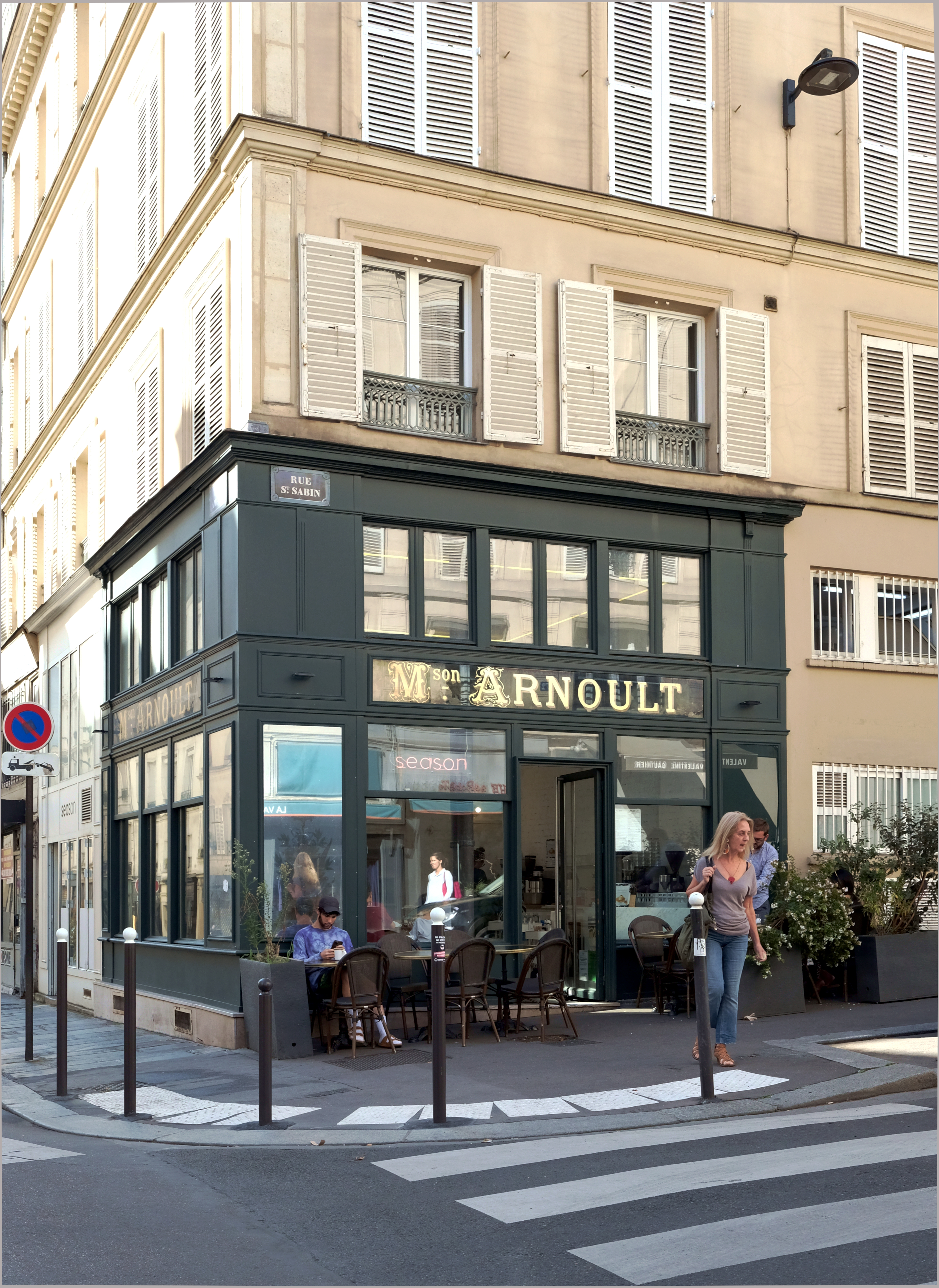
N° 75.
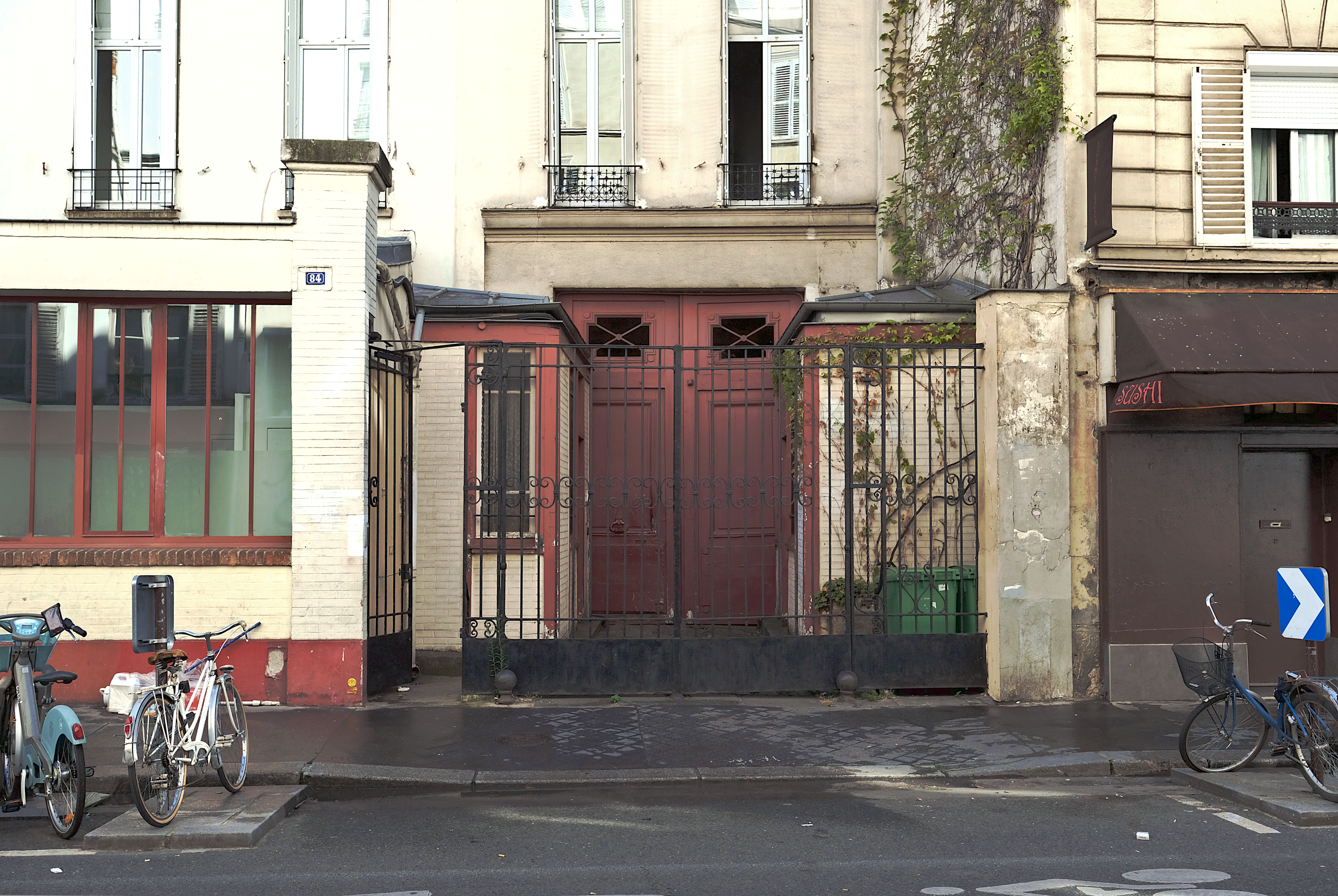
N° 84.
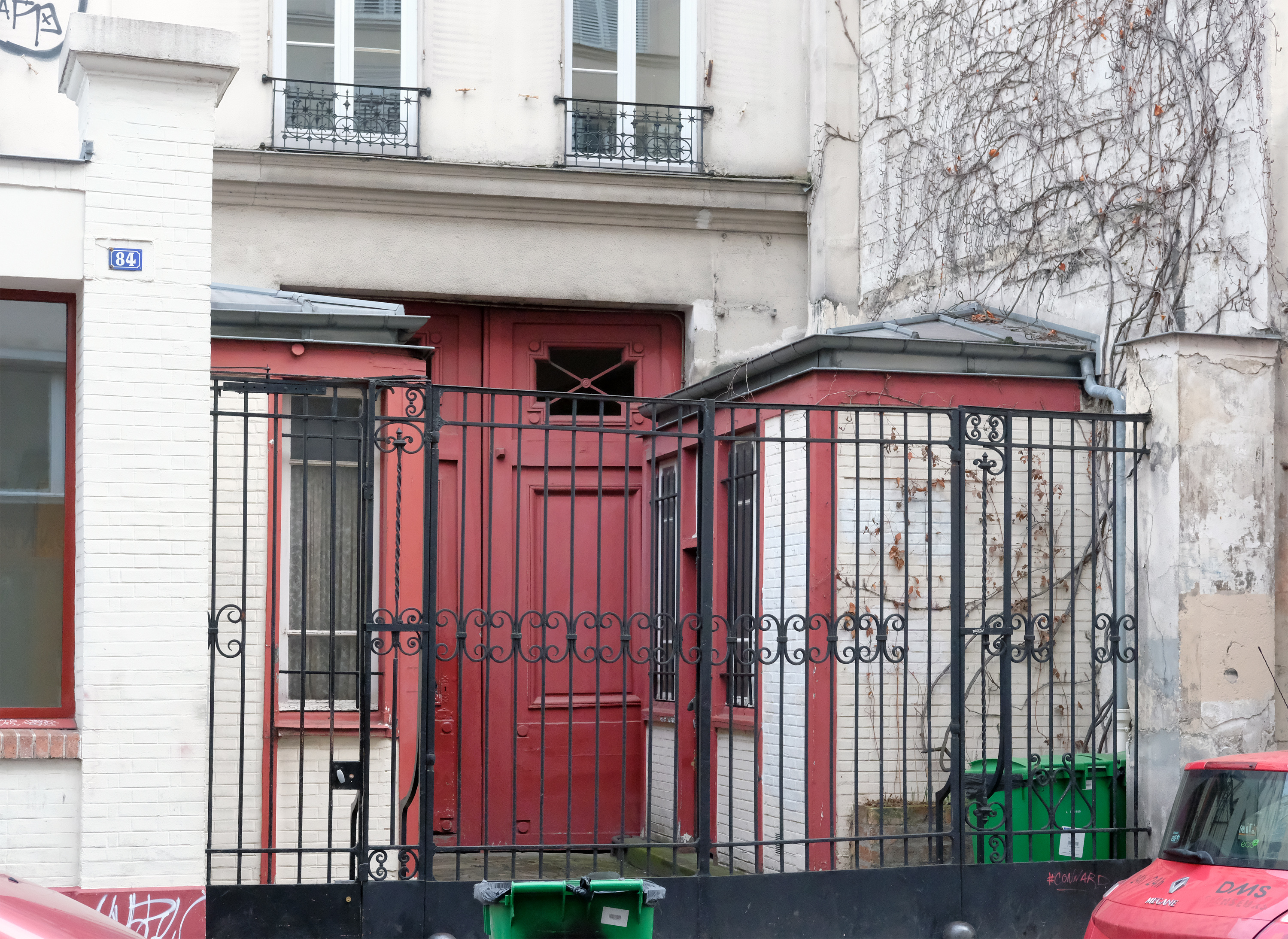
No 84, détail.

- No 102 : école privée sous contrat Charles-Péguy[10].
- No 110 : le Cirque d'Hiver, construit en 1851 sur les plans de l'architecte Jacques Ignace Hittorff. Il serait le plus vieux cirque "en dur" du monde, et toujours en activité. Il appartient aujourd'hui à la famille Bouglione. Il est inscrit aux Monuments historiques en 1975.

Le Cirque d'Hiver
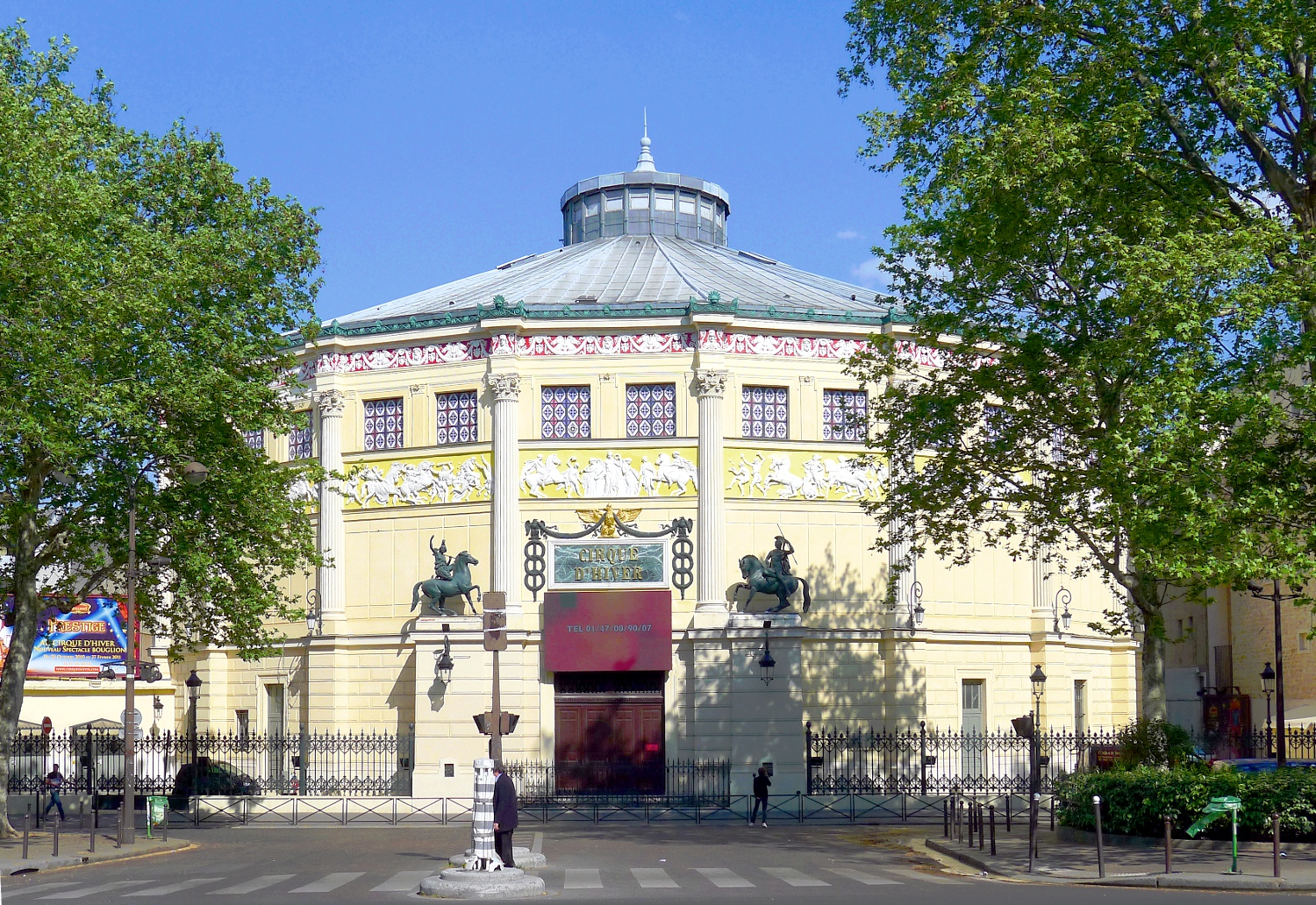
Vu depuis la rue Amelot.
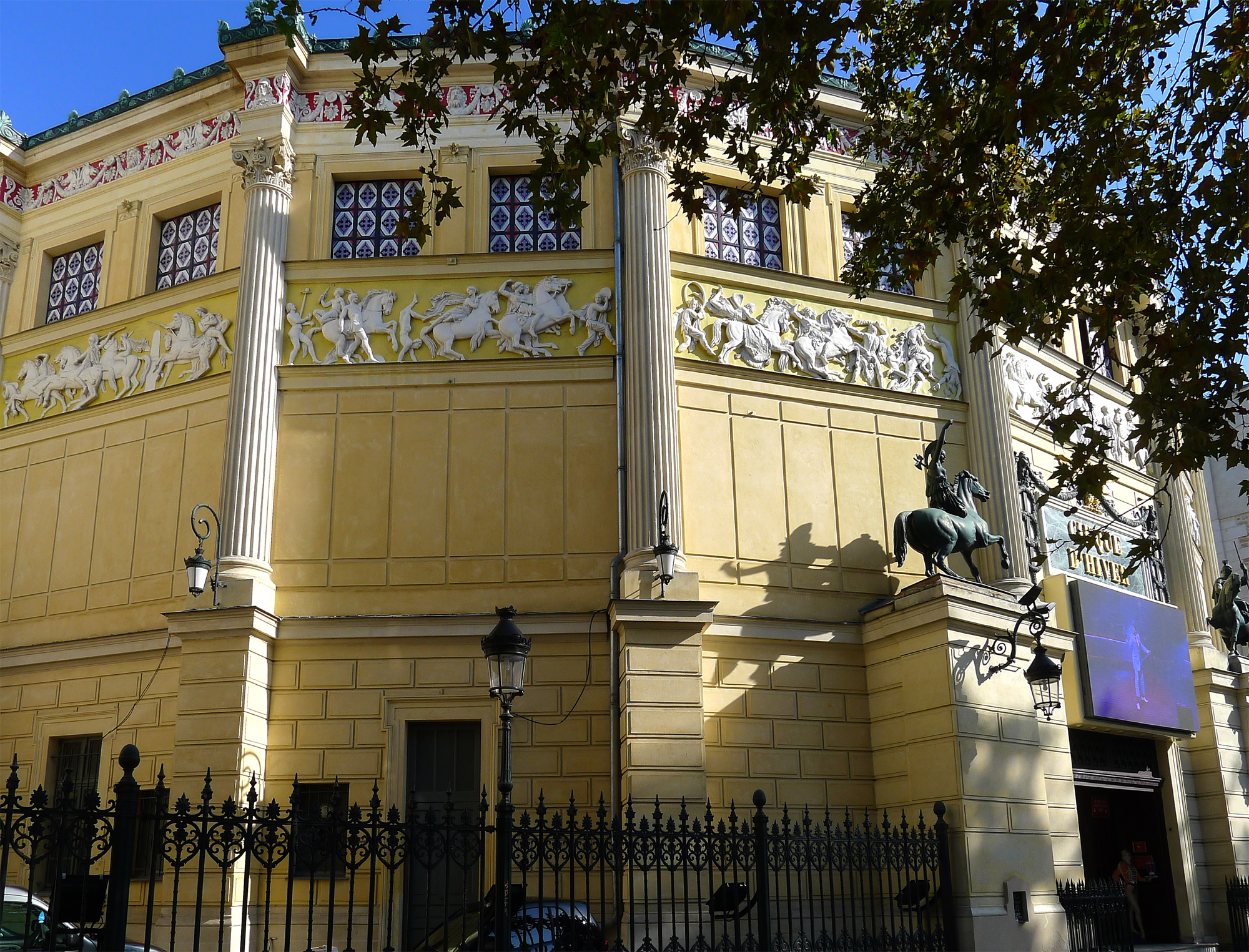
Détail.

- No 114 : Clown-Bar, intérieur classé aux monuments historiques depuis 1995.

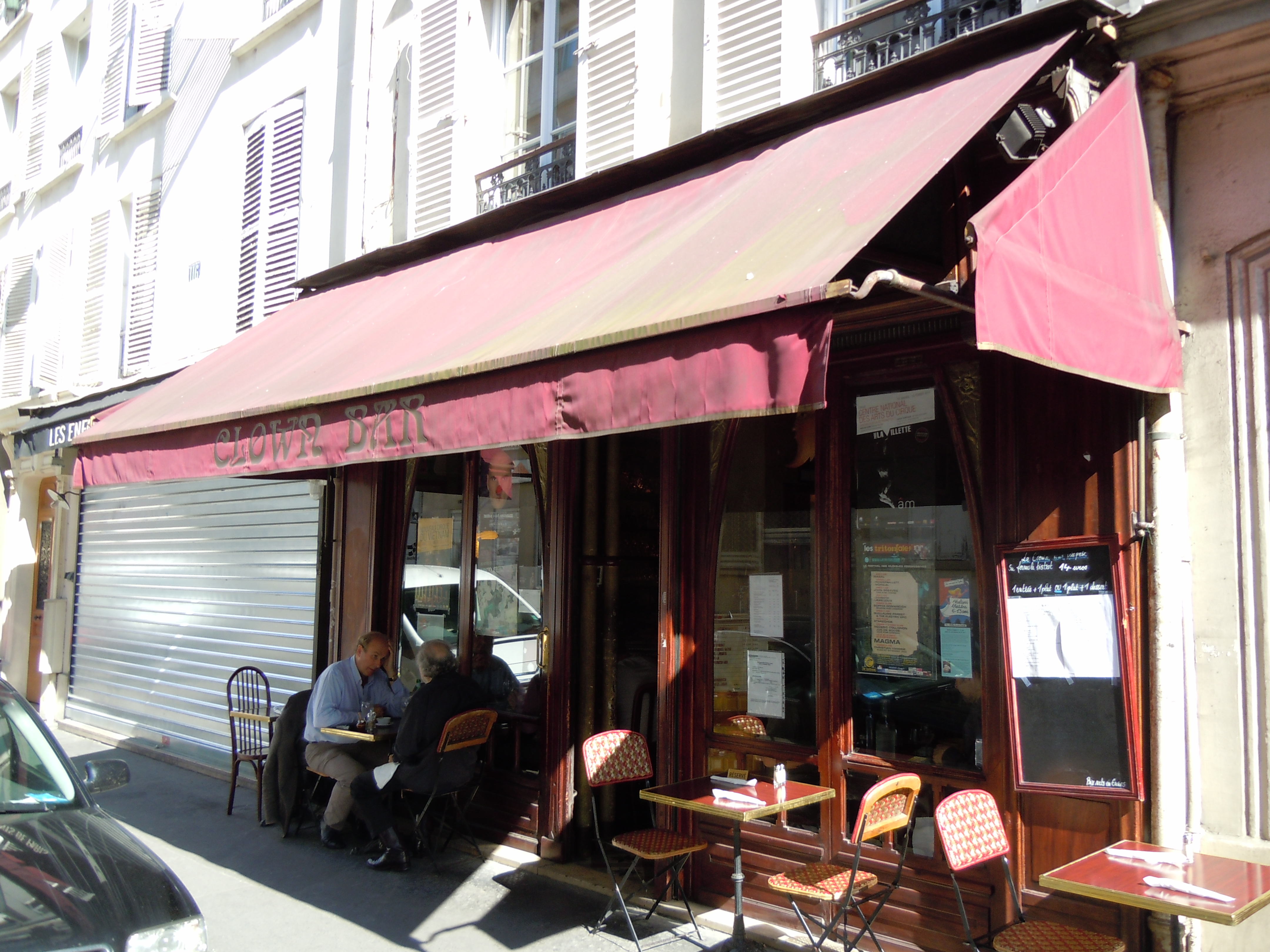
L'extérieur du café.
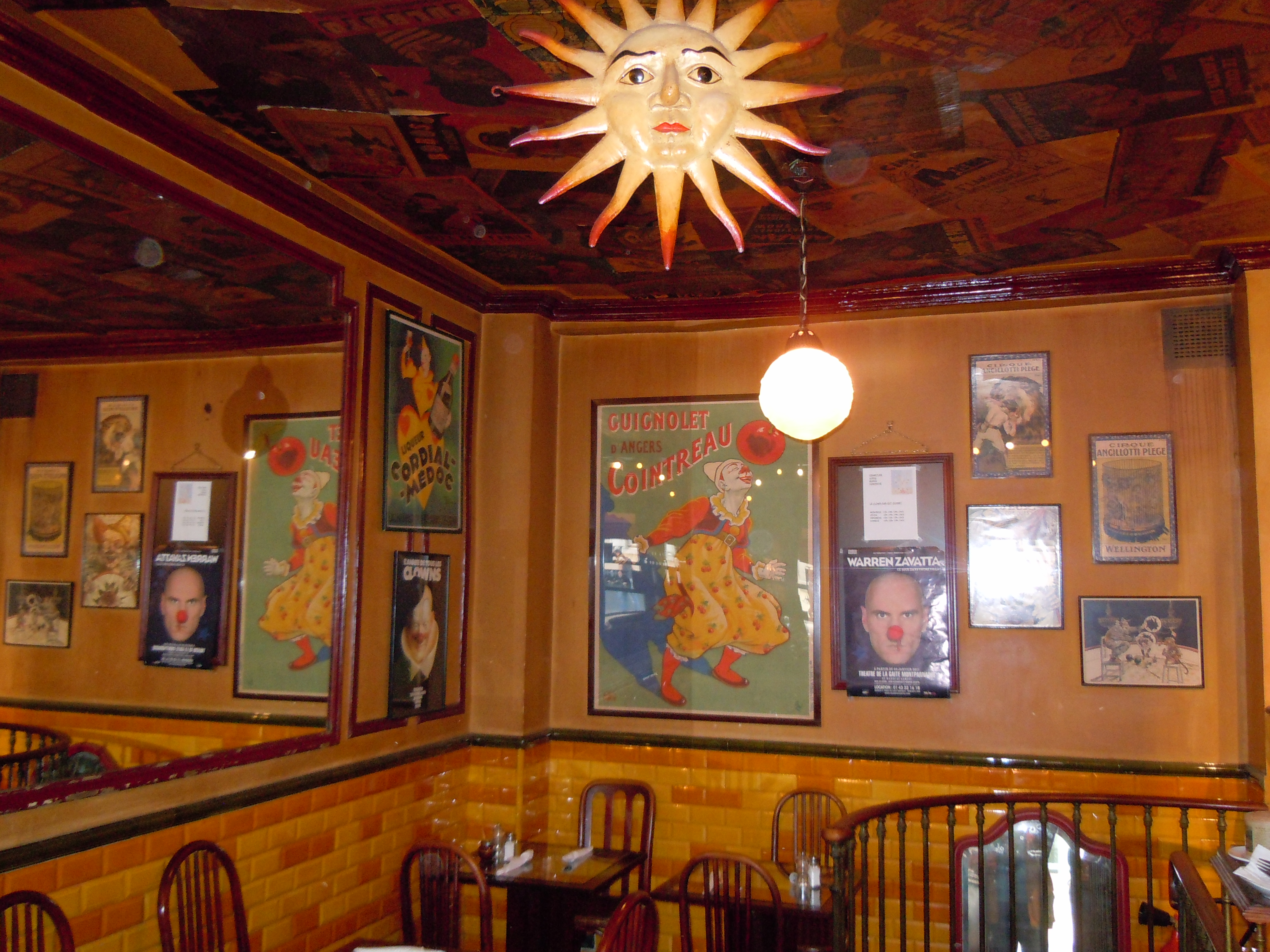
L'intérieur du Clown-Bar.

- ̈No 124 - 126 : Collège public Beaumarchais
- No 136-138 : Hôtel de l'abbé Dumoncais. Ce bâtiment classé monument historique, édifié dans les années 1780 par André Aubert pour son frère Daniel Aubert, est l'une des premières constructions du lotissement de la Nouvelle Ville d'Angoulême.
- ̈No 145 : librairie Publico, librairie de la Fédération anarchiste.
- No 151 bis : une entrée très étroite.

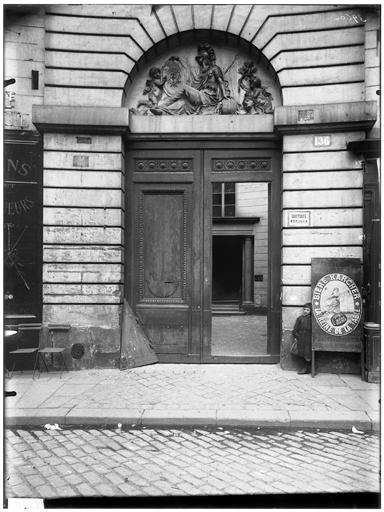
No 136-138 : portail de l'hôtel de l'abbé Dumoncais photographié par Eugène Atget.
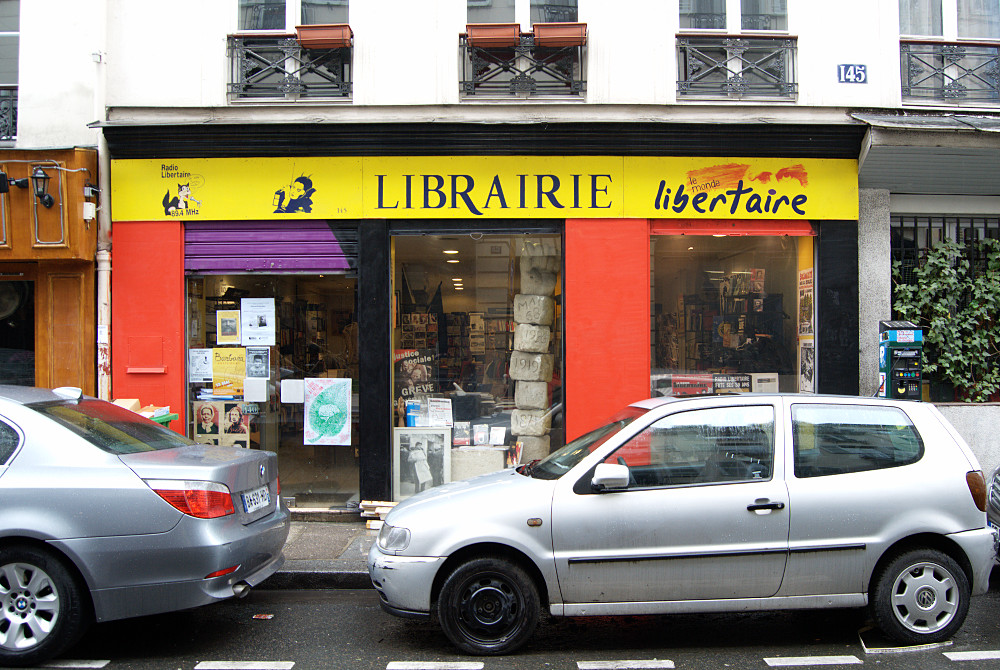
No 145 : devanture de la librairie Publico.
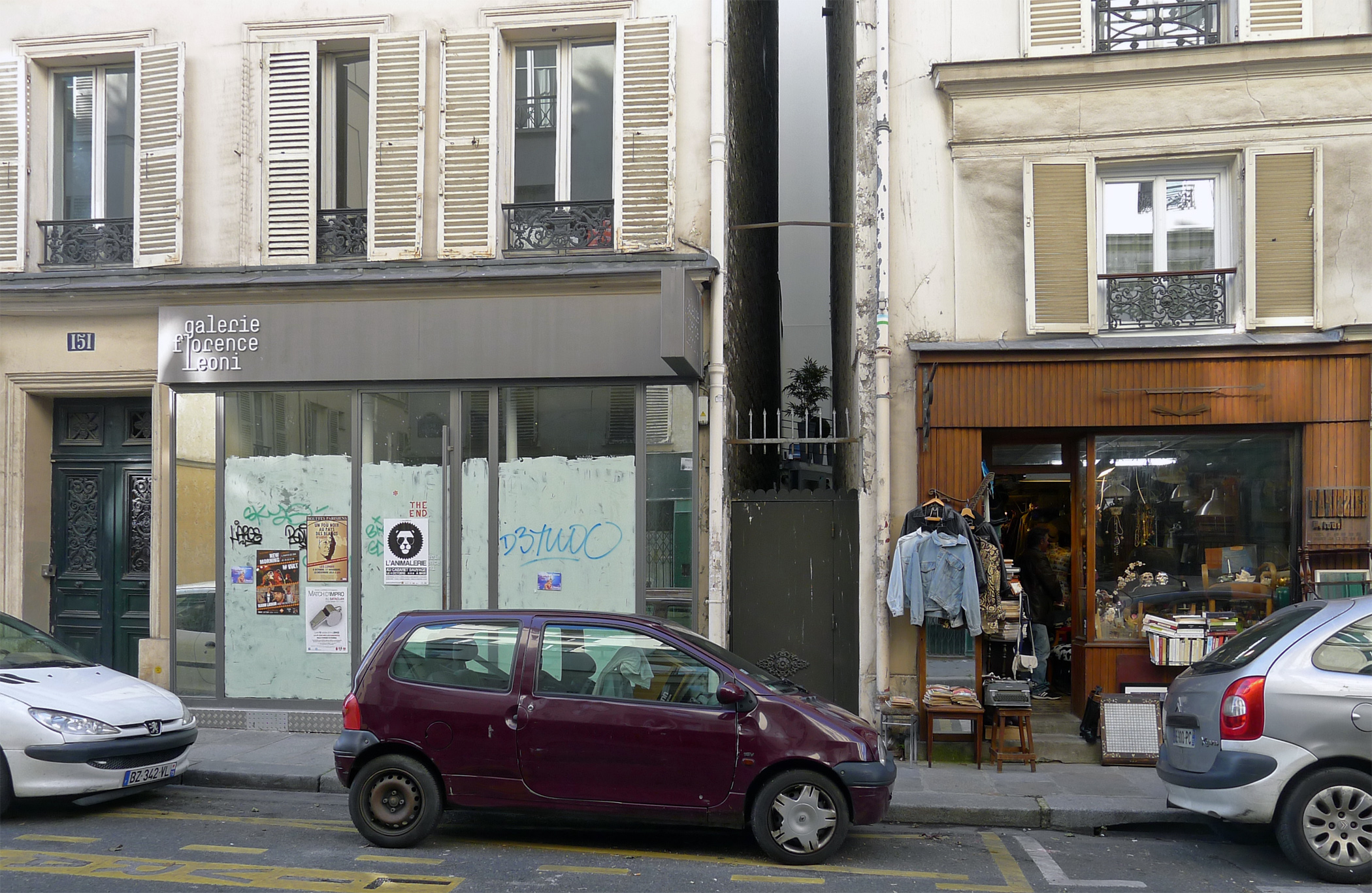
Une curiosité : l'entrée du no 151 bis.